# Grylloderes nefandus
Grylloderes nefandus är en insektsart som först beskrevs av Kirby, W.F. 1906.  Grylloderes nefandus ingår i släktet Grylloderes och familjen syrsor.

## Underarter
Arten delas in i följande underarter:
- G. n. nefandus
- G. n. nigra
- G. n. pallida